# Trox robinsoni
Trox robinsoni är en skalbaggsart som beskrevs av Patricia Vaurie 1955. Trox robinsoni ingår i släktet Trox och familjen knotbaggar. Inga underarter finns listade i Catalogue of Life.

## Bildgalleri

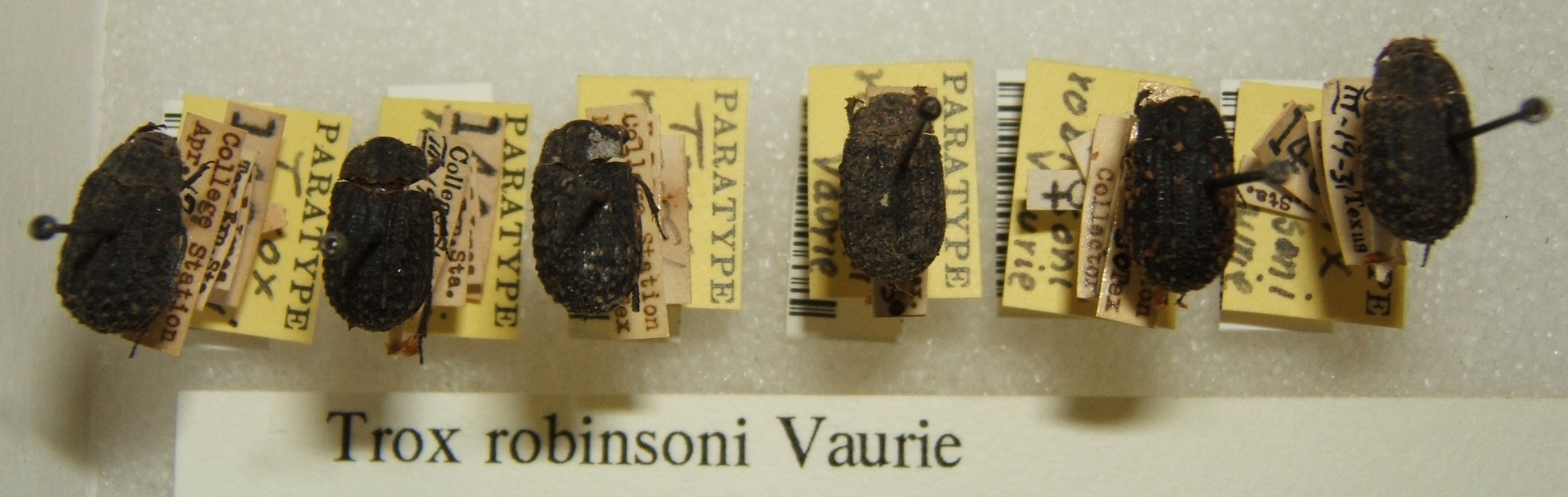
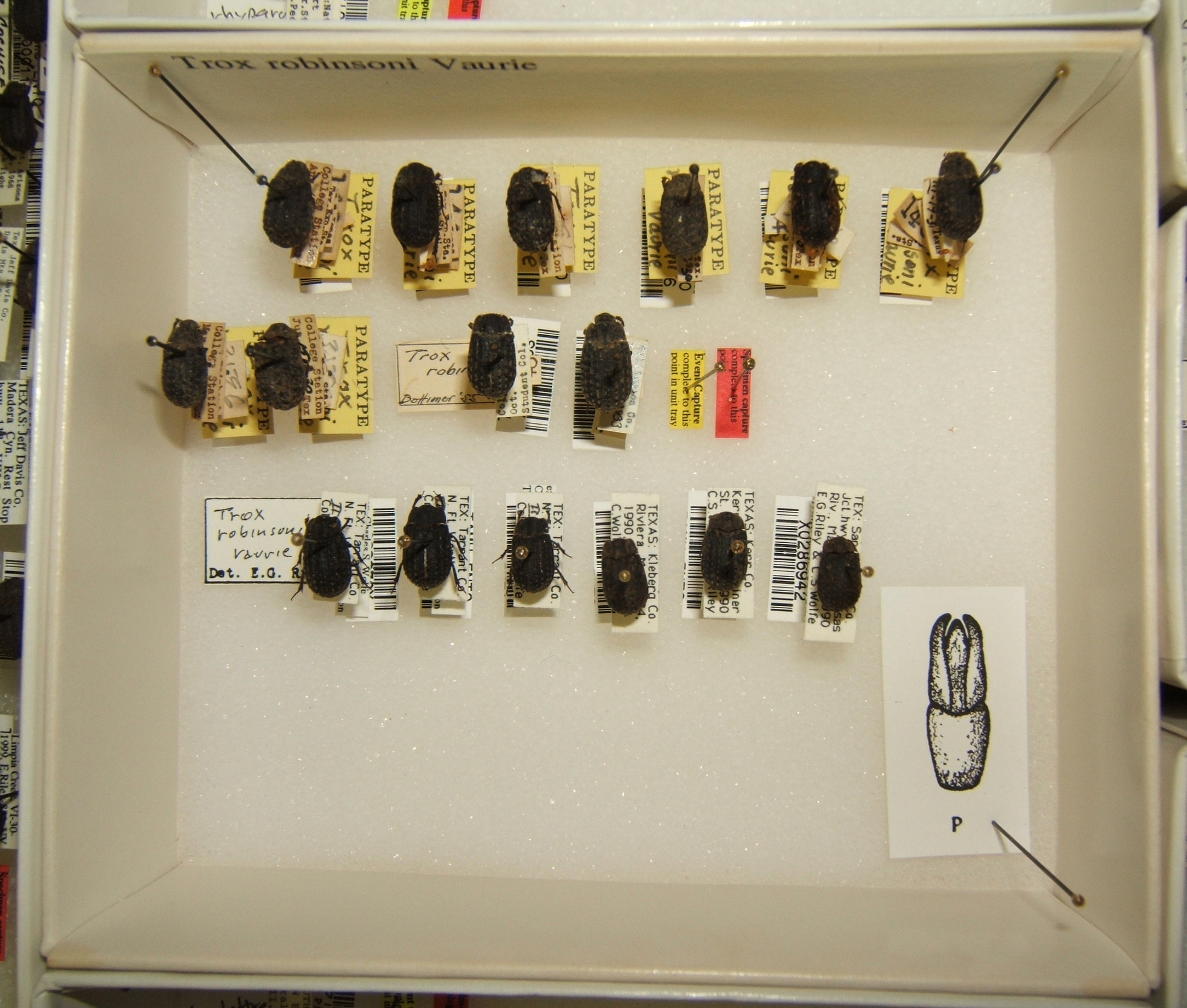